# 대전중앙고등학교
대전중앙고등학교(大田中央高等學校)는 대한민국 대전광역시 중구 중촌동에 있는 사립 고등학교이다.

## 학교 연혁
- 1948년 4월 1일 : 대전시 선화동 98번지에 대전고등공민학교 설립, 초대 교장에 정곡 성주련 박사 취임
- 1955년 1월 14일 : 재단법인 창성학원 설립인가, 초대 이사장에 정곡 성주련 박사 취임
- 1955년 3월 10일 : 창성상업고등학교 설립인가, 초대 교장에 정곡 성주련 박사 취임
- 1955년 7월 15일 : 한밭상업고등학교로 교명 변경
- 1957년 3월 16일 : 남대전상업고등학교로 교명 변경
- 1960년 12월 16일 : 한밭상업고등학교로 교명 변경
- 1967년 3월 6일 : 대전시 중구 중촌동 14-1번지로 교사 신축이전
- 1968년 1월 31일 : 충남상업고등학교로 교명 변경
- 1976년 8월 31일 : 충남상업고등학교 학생회관 준공
- 1986년 8월 22일 : 대전중앙고등학교로 설립목적 변경인가
- 1986년 9월 27일 : 대전중앙고등학교로 학칙변경인가
- 1987년 3월 1일 : 대전중앙고등학교로 교명 변경
- 1987년 5월 28일 : 대전중앙고등학교 도서관 준공
- 2009년 12월 23일 : 급식실 및 다목적 강당 개관
- 2023년 3월 20일 : 제27대 임정섭 이사장 취임
- 2024년 1월 9일 : 제67회 졸업식 졸업생 수 140명(총 졸업생 수 23,956명)
- 2024년 9월 23일 : 제20대 엄선용 교장 취임

## 참고 자료
- 대전중앙고등학교 - 한국교육학술정보원 학교알리미